# إيما بيكيت
إيما بيكيت (بالإنجليزية: Emma Beckett)‏ هي لاعبة كرة الشبكة أسترالية، ولدت في 16 نوفمبر 1984.